# 802
802（八百二、はっぴゃくに）は自然数、また整数において、801の次で803の前の数である。

## 性質
- 802は合成数であり、約数は 1, 2, 401, 802 である。
  - 約数の和は1206。
- 243番目の半素数である。1つ前は799、次は803。
- 802 = 62 + 102 + 152 + 212
  - 4連続三角数の平方和で表せる3番目の数である。1つ前は370、次は1550。
- 各位の和が10になる59番目の数である。1つ前は730、次は811。
- 802 = 192 + 212
  - 異なる2つの平方数の和で表せる238番目の数である。1つ前は801、次は808。(オンライン整数列大辞典の数列 A004431)
- 802 = 12 + 152 + 242 = 32 + 32 + 282 = 32 + 82 + 272
  - 3つの平方数の和3通りで表せる116番目の数である。1つ前は787、次は813。(オンライン整数列大辞典の数列 A025323)
  - 802 = 12 + 152 + 242 = 32 + 82 + 272
    - 異なる3つの平方数の和2通りで表せる152番目の数である。1つ前は795、次は804。(オンライン整数列大辞典の数列 A025340)
- 802 = 13 + 23 + 43 + 93 = 33 + 63 + 63 + 73
  - 4つの正の数の立方数の和で表せる224番目の数である。1つ前は800、次は809。(オンライン整数列大辞典の数列 A003327)
  - 802 = 13 + 23 + 43 + 93
    - 異なる正の数の4つの立方数の和1通りで表せる52番目の数である。1つ前は800、次は819。(オンライン整数列大辞典の数列 A025408)
- 802 = 93 + 92 − 9 + 1
  - n = 9 のときの n3 + n2 − n + 1 の値とみたとき1つ前は569、次は1091。(オンライン整数列大辞典の数列 A100109)

## その他 802 に関連すること
- IEEE 802.11は、IEEEが策定した無線LAN規格。
- ボーダフォン日本（現ソフトバンクモバイル）の携帯電話端末。
  - Vodafone 802N
  - Vodafone 802SE
  - Vodafone 802SH
- コミュニティバス802は、岐阜県加茂郡八百津町のコミュニティバス。
- FM802は、大阪府のFM放送局。周波数の80.2MHzに由来する。同局の番組で「802」がつくものに次のようなものがある。
  - 『HITS UP 802』
  - 『FUNKY JAMS 802』
  - 『THE NAKAJIMA HIROTO SHOW 802 RADIO MASTERS』
  - 『REAL-EYES 802』
  - 『ROCK KIDS 802』
- 第八〇二海軍航空隊は、大日本帝国海軍の飛行隊。1942年（昭和17年）に第十四航空隊 (2代)より改称した。
- 理論上考えられる炭素数13のアルカンの異性体の数は802。